# 小行星4463
小行星4463（4463 Marschwarzschild），天文學臨時編號1954 UO2，是一顆位於小行星帶的小行星。1954年10月28日被印第安納小行星計畫發現，以德裔美國天文學家馬丁·史瓦西命名。

## 外部連結
- JPL Small-Body Database Browser on 4463 Marschwarzschild

| 前一小行星： 4462 Vaughan | 小行星列表 | 後一小行星： 4464 Vulcano |